# Соснина (Ялуторовський район)
Сосни́на (рос. Соснина) — присілок у складі Ялуторовського району Тюменської області, Росія.
Населення — 56 осіб (2010, 58 у 2002).
Національний склад станом на 2002 рік:
- росіяни — 95 %